# Cylisticus cretaceus
Cylisticus cretaceus är en kräftdjursart som beskrevs av Borutzkii 1957. Cylisticus cretaceus ingår i släktet Cylisticus och familjen Cylisticidae. Inga underarter finns listade i Catalogue of Life.